# Santiago de Vila Chã
Santiago de Vila Chã ist ein Ort und eine ehemalige Gemeinde (Freguesia) im nordportugiesischen Kreis Ponte da Barca. Die Gemeinde hatte 139 Einwohner (Stand 30. Juni 2011).
Am 29. September 2013 wurden die Gemeinden Vila Chã (Santiago) und Vila Chã (São João Baptista) zur neuen Gemeinde União das Freguesias de Vila Chã (São João Baptista e Santiago) zusammengeschlossen.